# Chouy
Chouy és un municipi francès situat al departament de l'Aisne i a la regió dels Alts de França. L'any 2007 tenia 377 habitants.

## Demografia

### Població
El 2007 la població de fet de Chouy era de 377 persones. Hi havia 132 famílies de les quals 27 eren unipersonals (19 homes vivint sols i 8 dones vivint soles), 39 parelles sense fills i 66 parelles amb fills.
La població ha evolucionat segons el següent gràfic:
Habitants censats

### Habitatges
El 2007 hi havia 170 habitatges, 131 eren l'habitatge principal de la família, 30 eren segones residències i 9 estaven desocupats. 168 eren cases i 1 era un apartament. Dels 131 habitatges principals, 109 estaven ocupats pels seus propietaris, 19 estaven llogats i ocupats pels llogaters i 3 estaven cedits a títol gratuït; 4 tenien dues cambres, 17 en tenien tres, 32 en tenien quatre i 78 en tenien cinc o més. 92 habitatges disposaven pel capbaix d'una plaça de pàrquing. A 54 habitatges hi havia un automòbil i a 69 n'hi havia dos o més.

### Piràmide de població
La piràmide de població per edats i sexe el 2009 era:
| Homes | Edats   | Dones |
| ----- | ------- | ----- |
| 0     | 95 o +  | 0     |
| 4     | 90 a 94 | 0     |
| 0     | 85 a 89 | 8     |
| 0     | 80 a 84 | 0     |
| 0     | 75 a 79 | 0     |
| 0     | 70 a 74 | 0     |
| 4     | 65 a 69 | 4     |
| 8     | 60 a 64 | 12    |
| 4     | 55 a 59 | 0     |
| 12    | 50 a 54 | 8     |
| 16    | 45 a 49 | 16    |
| 12    | 40 a 44 | 12    |
| 12    | 35 a 39 | 8     |
| 20    | 30 a 34 | 24    |
| 20    | 25 a 29 | 16    |
| 12    | 20 a 24 | 0     |
| 12    | 15 a 19 | 8     |
| 12    | 10 a 14 | 16    |
| 24    | 5 a 9   | 8     |
| 4     | 0 a 4   | 0     |

## Economia
El 2007 la població en edat de treballar era de 256 persones, 191 eren actives i 65 eren inactives. De les 191 persones actives 167 estaven ocupades (98 homes i 69 dones) i 24 estaven aturades (10 homes i 14 dones). De les 65 persones inactives 15 estaven jubilades, 21 estaven estudiant i 29 estaven classificades com a «altres inactius».

### Ingressos
El 2009 a Chouy hi havia 141 unitats fiscals que integraven 416,5 persones, la mediana anual d'ingressos fiscals per persona era de 17.721 €.

### Activitats econòmiques
Dels 8 establiments que hi havia el 2007, 1 era d'una empresa extractiva, 2 d'empreses de construcció, 1 d'una empresa de transport, 1 d'una empresa immobiliària, 2 d'empreses de serveis i 1 d'una empresa classificada com a «altres activitats de serveis».
Dels 3 establiments de servei als particulars que hi havia el 2009, 1 era un paleta i 2 lampisteries.
L'any 2000 a Chouy hi havia 9 explotacions agrícoles que ocupaven un total de 1.647 hectàrees.

## Poblacions més properes
El següent diagrama mostra les poblacions més properes.